# Вітебське відділення Білоруської залізниці
Транспортне республіканське унітарне підприємство «Вітебське відділення Білоруської залізниці» (біл. Транспартнае рэспубліканскае ўнітарнае прадпрыемства «Віцебскае аддзяленне Беларускай чыгункі») — одне з шести відділень Білоруської залізниці. Управління Вітебського відділення розташоване у місті Вітебськ Вітебської області. Межує з Мінським відділенням Білоруської залізниці, Латвійською, Жовтневою та Московською залізницями.

## Історія
23 вересня 1946 року відповідно до наказу Міністр шляхів сполучення СРСР № 652 «Про організацію відділень залізниць і укрупнення відділень руху, відділень паровозного господарства і вагонних дільниць» створено Вітебське відділення Білоруської залізниці. Але мережа залізничних шляхів відділення почала складатися з 5 жовтня 1866 року. Саме цього дня було завершено будівництво Дінабурго-Вітебської залізниці, яка проходила через північ Білорусі, і перший поїзд прибув з Полоцька до Вітебська. У Вітебську був побудований трьохповерховий залізничний вокзал з критим пішохідним мостом над пасажирськими платформами. У межах сучасного Вітебського відділення тоді було побудовано 16 станцій, з яких Полоцьк та Вітебськ 1-го класу з майстернями з ремонту локомотивів та вагонів.

Старовинні світлини
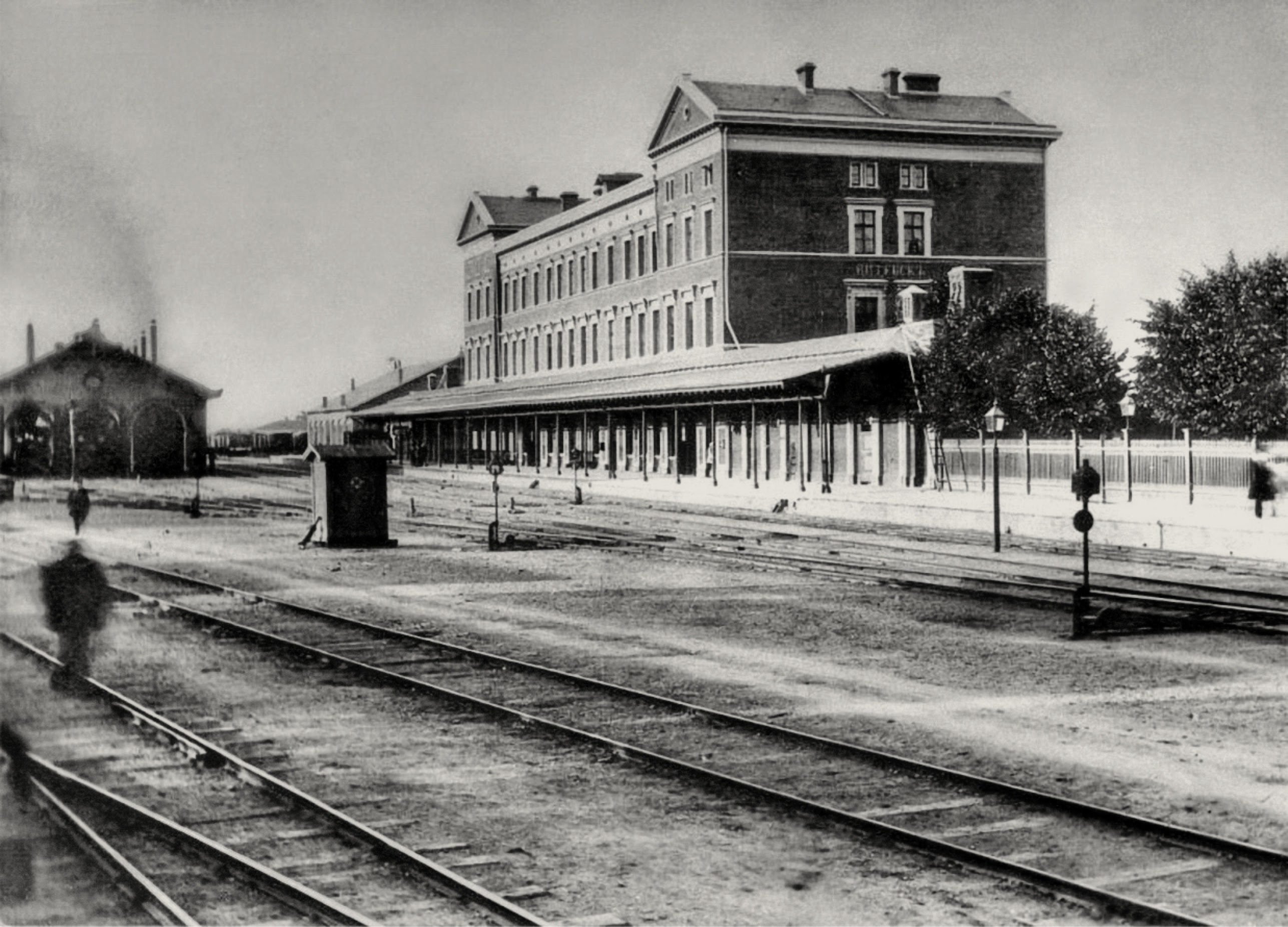
1893
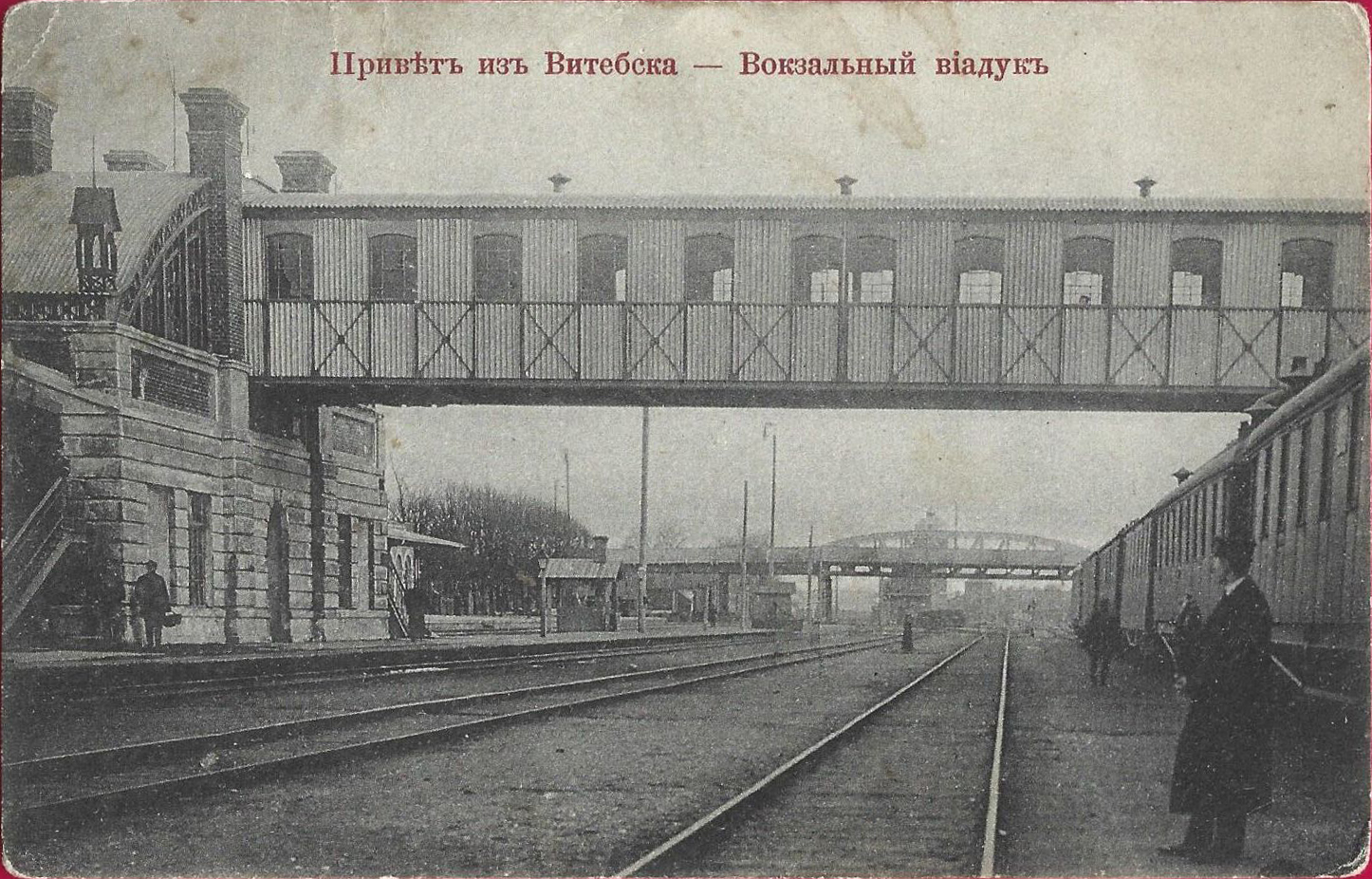
Вокзальний віадук (1908)
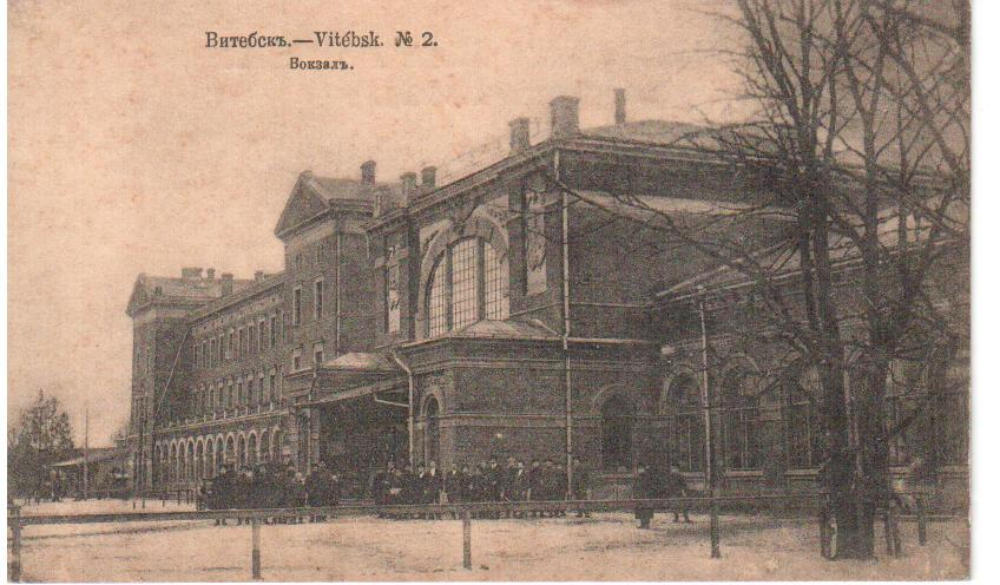
1904—1917

10 жовтня 1868 року відкритий рух поїздів на дільниці Вітебськ — Рославль, а з 24 листопада 1868 року — на дільниці Рославль — Орел. Таким чином Вітебськ отримав залізничне сполучення з Ригою, Санкт-Петербургом та Варшавою через Дінабург (Двінськ, Даугавпілс) та з Москвою через Орел.
24 грудня 1902 року відкрито залізничну лінію з Вітебська через Оршу до станції Жлобин-Пасажирський Лібаво-Роменської залізниці. У січні 1907 року введена в експлуатацію двоколійна залізнична лінія Бологе — Осташков — Великі Луки — Невель — Полоцьк — Молодечно — Вовковиськ. Тоді ж було побудовано двоколійну гілку довжиною 880 м, що сполучила станції Полоцьк Ризько-Орловської залізниці та Полоцьк Миколаївської залізниці. Таким чином, до 1907 року в сучасних межах Вітебського відділення існувала мережа основних магістральних ліній, що входили до складу різних залізниць: Бігосово — Полоцьк — Вітебськ — Заольша та Вітебськ — Можеївка — Орша — Жлобин (Риго-Орловської залізниці), Вітебськ — Єзерище — Невель — Новосокольники (залізниця Москва-Віндава — Рибинськ), Параф’янау — Крулевщизна — Полоцьк — Алеща — Невель (Миколаївської залізниці).
У перспективі планується електрифікація напрямку Заольша — Вітебськ — Полоцьк — Бігосово та Жлобин — Могильов — Орша — Вітебськ, що входить до IX міжнародного транспортного коридору. Загальна протяжність дільниць — понад 520 км.

Станція Вітебськ
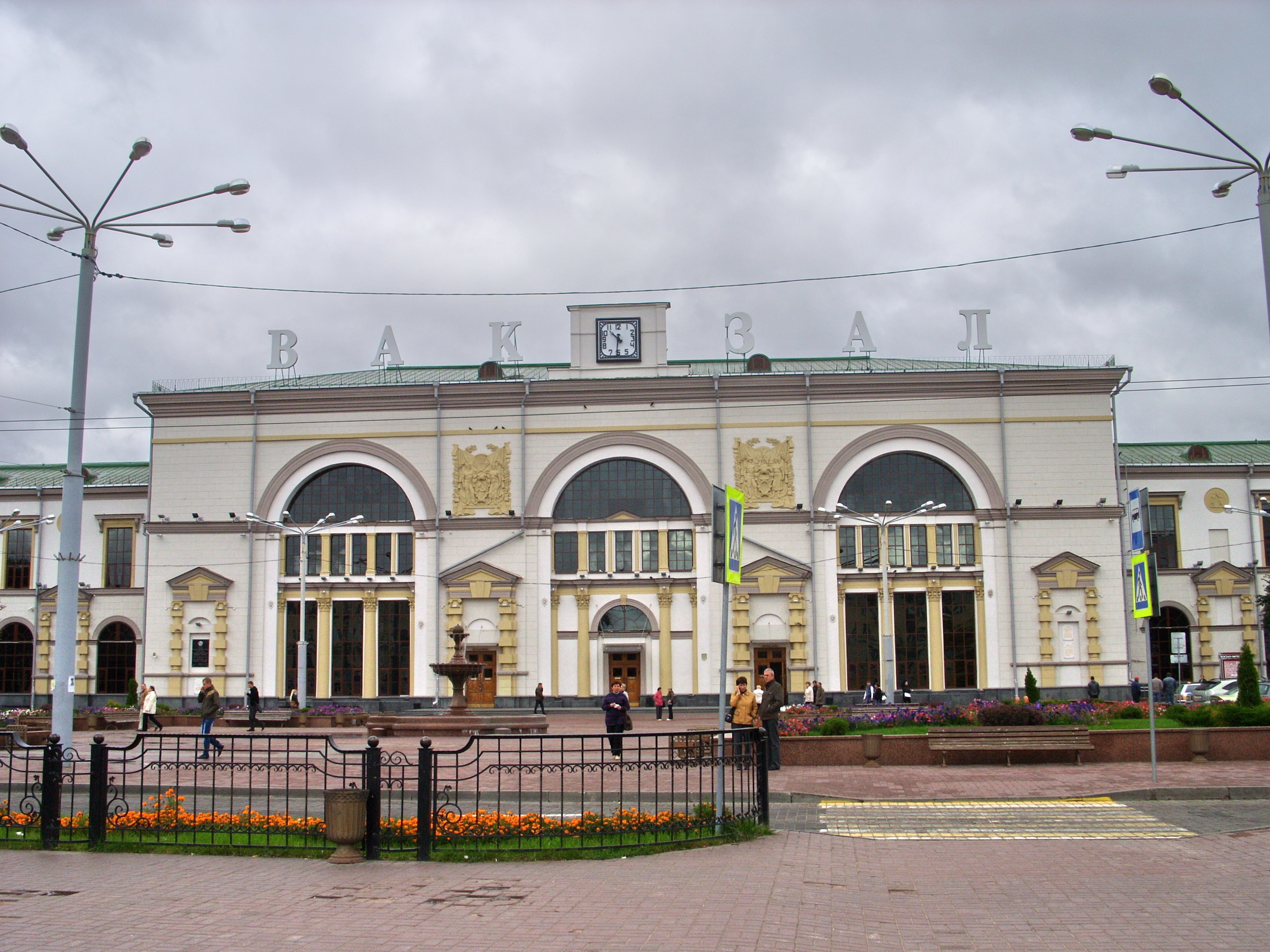
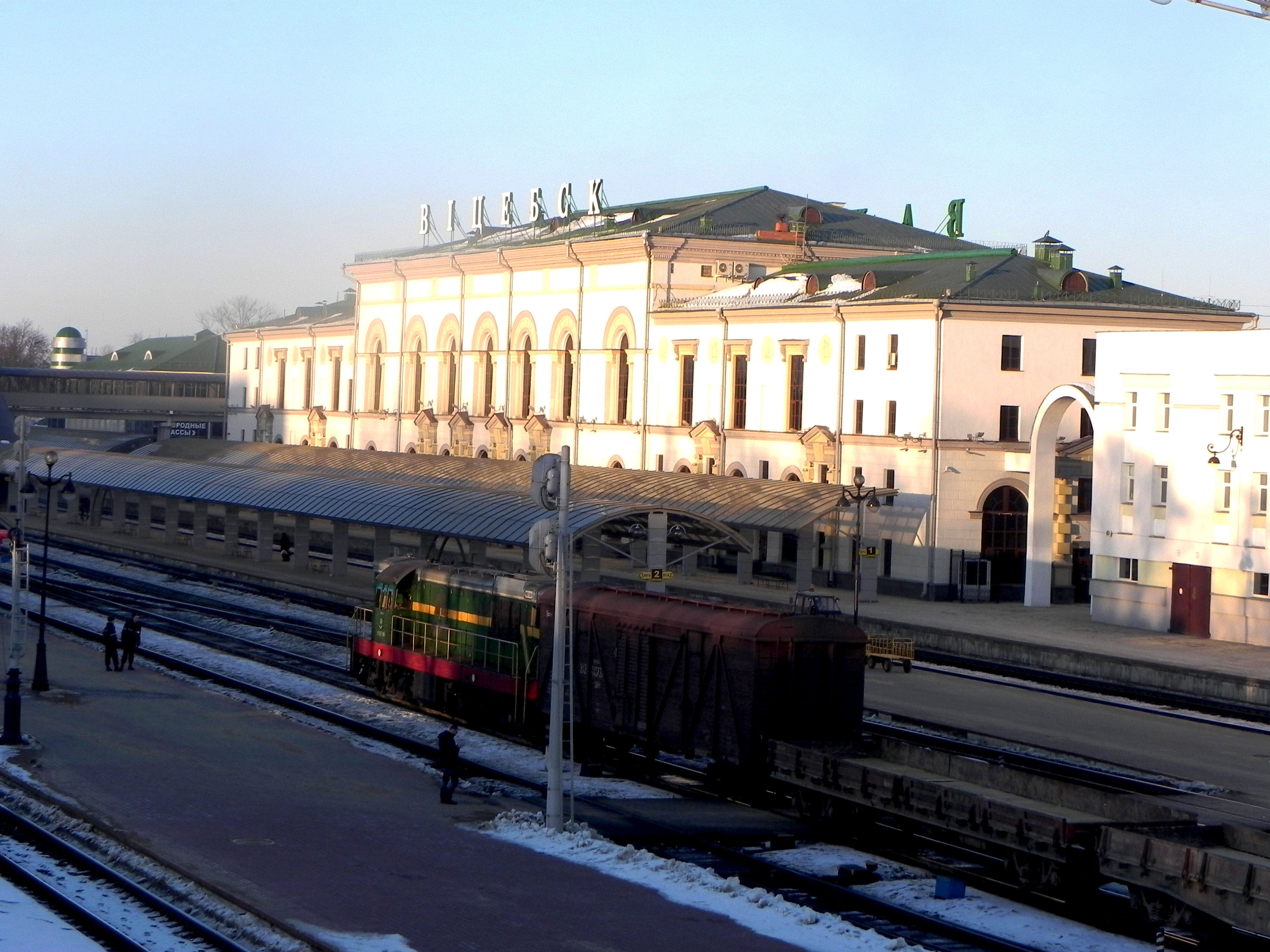
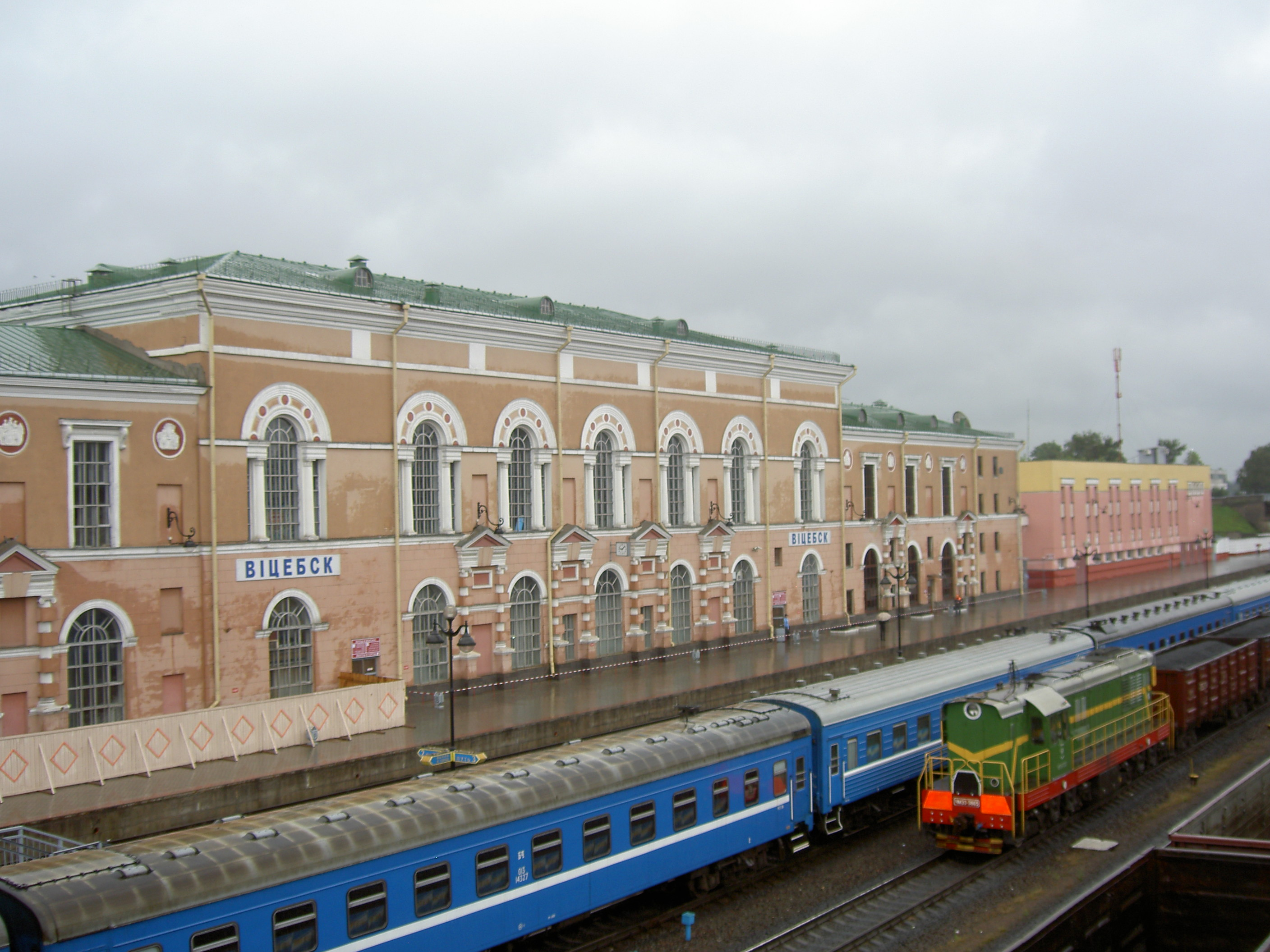
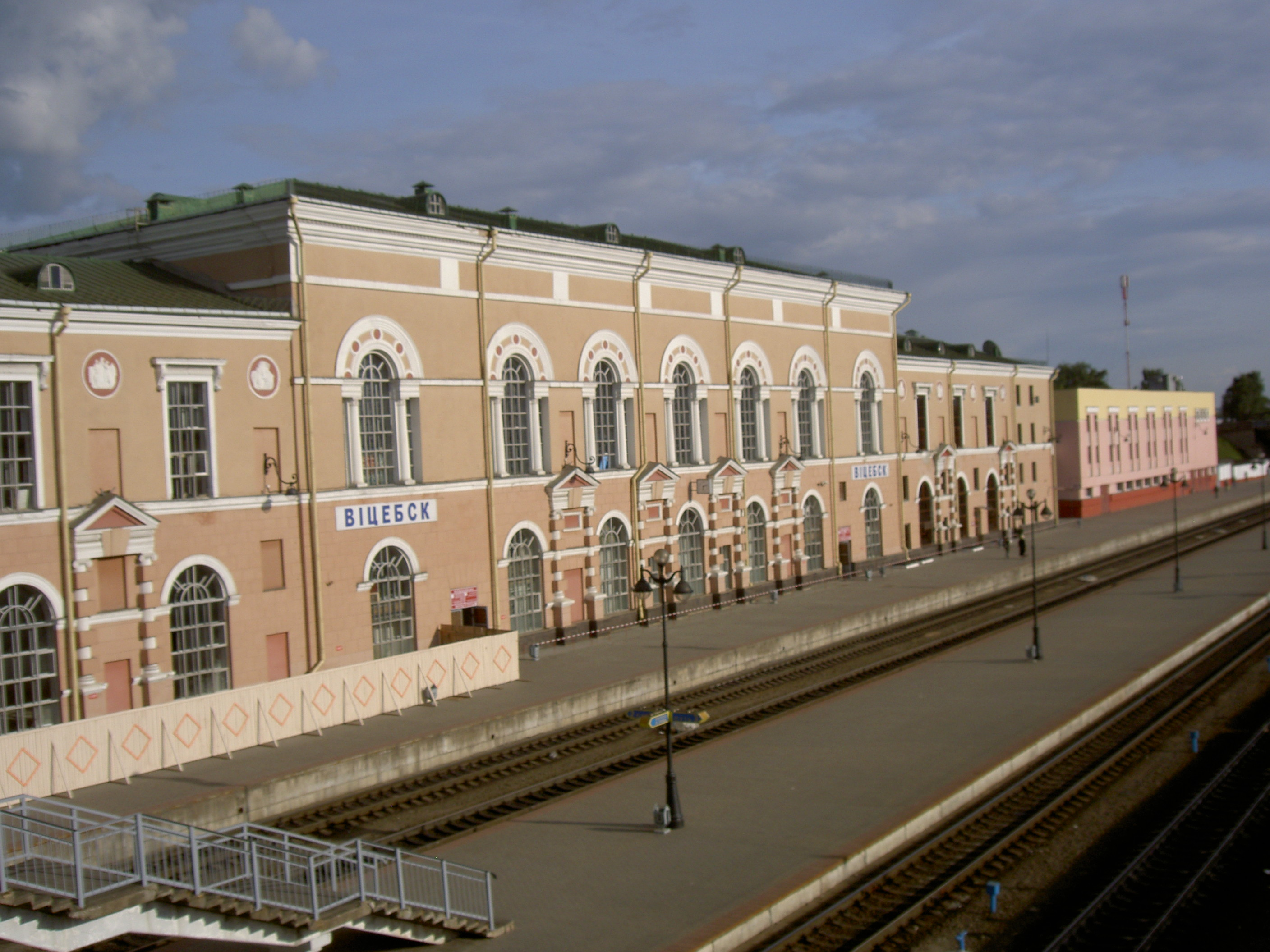

Нині із залізничними адміністраціями Росії, Латвії та України координуються терміни електрифікації ліній прикордонних дільниць. Це дозволить рух поїздів на електричній тязі від Смоленська через Вітебськ та Полоцьк до Даугавпілса та зі Жлобина через Оршу до Вітебська

## Станції Вітебського відділення
| Основні станції Вітебського відділення | Основні станції Вітебського відділення | Основні станції Вітебського відділення | Основні станції Вітебського відділення              |
| Станція                                | Фото                                   | Рік заснування                         | Напрямок                                            |
| -------------------------------------- | -------------------------------------- | -------------------------------------- | --------------------------------------------------- |
| Вітебськ                               |                                        | 1866                                   | Єзерище, Невель, Орша-Центральна, Полоцьк Смоленськ |
| Полоцьк                                |                                        | 1866                                   | Вітебськ, Бігосово, Молодечно, Невель               |

## Експлуатаційна характеристика
Експлуатаційна довжина магістральних ліній — 843,6 км, довжина інших магістральних ліній — 77,4 км, станції — 711,9 км, під'їздних колій — 167,7 км. Вітебське відділення включає 23 окремі структурні підрозділи та дві дочірні компанії.

## Локомотивні депо
- Локомотивне депо «Вітебськ» (ТЧ-16)[4][5]
- Локомотивне депо «Полоцьк» (ТЧ-17)[6][7]

## Вагонні депо
- Вітебське вагонне депо [Архівовано 24 квітня 2021 у Wayback Machine.]
- Полоцьке вагонне депо [Архівовано 24 квітня 2021 у Wayback Machine.]

## Дистанціїколії
- Вітебська дистанція колії [Архівовано 24 квітня 2021 у Wayback Machine.]
- Полоцька дистанція колії [Архівовано 24 квітня 2021 у Wayback Machine.]
- Воропаєвська дистанція колії [Архівовано 24 квітня 2021 у Wayback Machine.]

## Дистанції сигналізації та зв'язку
- Вітебська дистанція сигналізації та зв'язку [Архівовано 24 квітня 2021 у Wayback Machine.]
- Полоцька дистанція сигналізації та зв'язку [Архівовано 24 квітня 2021 у Wayback Machine.]

## Інші підрозділи
- «Вітебськвантажсервіс»
- Вітебська вагонна дільниця
- Вокзал станції Вітебськ
- Вітебська база (транспортна)
- Вітебська дистанція лісонасаджень
- Вітебська дистанція електропостачання
- Вітебська дистанція цивільних споруд
- Відділ матеріально-технічного забезпечення
- Санаторій «Залізничник»

Дочірні компанії:
- Сільськогосподарське республіканське дочірнє унітарне підприємство «Видрея»
- Сільськогосподарське республіканське дочірнє унітарне підприємство «Улішиці-Агро»

## Начальники відділення
| Роки      | Прізвище, ім'я, по-батькові   |
| --------- | ----------------------------- |
| 1946—1966 | Макаров Микола Якимович       |
| 1966—1969 | Андрєєв Андрій Григорович     |
| 1969—1985 | Ковша Микола Лукич            |
| 1985—1990 | Халімоненко Віктор Васильович |
| 1990—2000 | Крилов Микола Харитонович     |
| 2000—2012 | Пахолкін Сергій Євгенович     |
| 2012—2015 | Чванков Павло Михайлович      |
| з 2015    | Хомченко Олександр Михайлович |